# زادوورنا
زادوورنا (بالإنجليزية: Zadworna) هي قرية في بلدية توليشكو، داخل مقاطعة توريك، محافظة بولندا الكبرى، في غرب وسط بولندا.
تقع القرية على بعد حوالي 2 كيلومتر (1 ميل) جنوب توليشكو و 15 كم (9 ميل) غرب توريك، و 102 كم (63 ميل) شرق العاصمة الإقليمية بوزنان.